# Coenotephria luna
Coenotephria luna är en fjärilsart som beskrevs av Butler 1882. Coenotephria luna ingår i släktet Coenotephria och familjen mätare. Inga underarter finns listade i Catalogue of Life.